# Vironvay
Vironvay is een gemeente in het Franse departement Eure (regio Normandië) en telt 298 inwoners (2005). De plaats maakt deel uit van het arrondissement Les Andelys.

## Geografie
De oppervlakte van Vironvay bedraagt 3,9 km², de bevolkingsdichtheid is 76,4 inwoners per km².
De onderstaande kaart toont de ligging van Vironvay met de belangrijkste infrastructuur en aangrenzende gemeenten.

## Demografie
Onderstaande figuur toont het verloop van het inwonertal (bron: INSEE-tellingen).